# Skeppsredaren
Skeppsredaren är en svensk TV-serie i sex delar från 1979. Manuset skrevs av engelsmannen Norman Crisp och översattes sedan delvis till svenska. För regin svarade Hans Abramson. Serien har publicerats i SVT:s Öppet arkiv.

## Handling
En engelsk ekonomijournalist blir indragen i maktkampen på ett svenskt rederi under en vistelse i Sverige.

## Skådespelare (urval)
- Per Aabel - Olof Nordgren
- Isa Quensel - Brita
- Gunnar Björnstrand - Göran Borg
- Britt Ekland - Patricia
- Thomas Hellberg - Erik Nordgren
- Per Ragnar - Lennart Pettersson
- Herman Ahlsell - advokat Bergman
- Arne Augustsson - varvsarbetare
- Berit Carlberg - Camille
- Lauritz Falk - George Andriarkos
- Ann Gelbar - sekreterare
- Anna Godenius - Anna Blom
- Gunnar Hellström - Michael Fletcher
- Martin Hultman - Peter Fletcher
- Jan Malmsjö - Lars Blom
- Alf Nilsson - vice fackordförande
- Dan Sjögren - fackordförande
- Hilary Tindall - Margaret Fletcher
- Rune Turesson - Harald Svensson
- Iwar Wiklander - journalist